# Сычёв, Дмитрий Викторович
Дмитрий Викторович Сычёв (5 сентября 1972, г. Запорожье — 20 августа 2010, там же) — городской голова Мелитополя (2006—2010). Кандидат юридических наук (2009).

## Биография

### Образование
- В 1996 окончил Таврическую государственную агротехническую академию, специальность «Экономика предприятий», квалификация «экономист-финансист».
- В 2003 окончил Национальный университет внутренних дел, специальность «Правоведение», квалификация «юрист»;
- В 2005 окончил магистратуру Института политических наук при Национальной академии наук Украины, специализация «Теория и технология государственного управления и местного самоуправления».

### Карьера
- с 1996, после окончания академии, старший государственный инспектор в Государственной налоговой инспекции по г. Мелитополю.

- с 1998 г. главный налоговый ревизор-инспектор в отделе документальных проверок Государственной налоговой администрации в г. Мелитополе.

- в 1999 г. начальник коммунального предприятия «Мелитопольское межгорожское бюро технической инвентаризации».

- с марта 2002 г. депутат Мелитопольского городского совета; заместитель председателя постоянной комиссии Мелитопольского городского совета по вопросам земельных ресурсов, экологии и использования природных ресурсов; член комиссии по аренде коммунального имущества, общественной комиссии по жилищным вопросам.

- с 2003 г. член правления Всеукраинской ассоциации специалистов по вопросам регистрации прав собственности на недвижимое имущество и технической инвентаризации недвижимости.

- с марта 2006 г. городской голова города Мелитополь.

- 9 ноября 2009 г. исключён из Партии регионов — «за нанесение вреда репутации Партии регионов»[1].

4 августа 2010 г., в 00 ч. 50 мин. на 313 км трассы М-18 Харьков — Симферополь — Алушта — Ялта возле села Григорьевка машина городского головы попала в ДТП. Д. Сычёв был доставлен в Запорожскую областную клиническую больницу, где и скончался 20 августа 2010. По факту ДТП и смерти Сычёва было возбуждено уголовное дело.
Прощание с погибшим городским головой состоялось в воскресенье, 22 августа, в мелитопольском ДК им. Шевченко. Согласно распоряжению городских властей, в Мелитополе были вывешены приспущенные государственные флаги с траурной лентой. Слова соболезнования выразили Президент Украины Виктор Янукович, епископ Запорожский и Мелитопольский УПЦ (МП) Иосиф. 21 августа в запорожском областном театре имени Магара память Дмитрия Сычёва почтили минутой молчания.
В августе 2010 г. депутаты Мелитопольского горсовета проголосовали на сессии за то, чтобы присвоить звание «Почётный гражданин Мелитополя» — посмертно — Виктору Сычёву (отцу), мелитопольскому городскому голове в 1998—2002 гг., и Дмитрию Сычёву (сыну), городскому голове Мелитополя в 2006—2010 гг. Кроме того, принято решение установить на доме, где проживали отец и сын Сычёвы, мемориальную доску в память о них.

### Награды
Ведомственные награды:
- юбилейная медаль «За развитие Запорожского края» (2007)
- медаль «15 лет Вооружённым Силам Украины» (2007)
- награда Военно-мемориального Центра Вооруженных Сил РФ (2009)
- почётная грамота Совета Межпарламентской Ассамблеи государств — участников СНГ (2009)

Ордена Украинской Православной Церкви (Московского патриархата):
- вмч. Георгия Победоносца I степени (2007)
- орден преп. Ильи Муромца III степени. (2009)

Почётные звания:
- Почётный гражданин Мелитополя (2010, посмертно)